# Düngelen

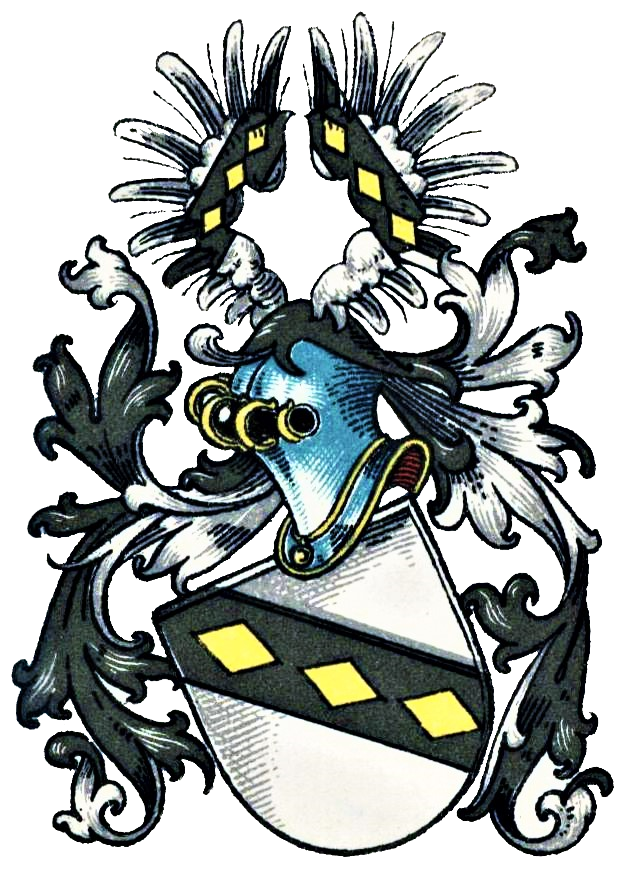
Wappen derer von Düngelen

Düngelen, auch Düngeln, ist der Name eines erloschenen westfälischen Adelsgeschlechts aus der Grafschaft Mark.

## Geschichte
Das Geschlecht ist urkundlich seit 1228 bekannt. Zu Beginn des 14. Jahrhunderts saßen die Düngeln auf Schloss Bladenhorst. 1382 übernahmen sie die Henrichenburg von den Herren von Oer. Ein weiterer Familienzweig besaß Haus Ickern.
In der Ähnlichkeit des Wappens zeigte die Familie ihre Verwandtschaft mit den Rittern von Eickel und den Herren von Essen. Nachdem die in Bladenhorst ansässige Familie die Henrichenburg übernommen hatte, stiftete der dortige Familienzweig ein eigenes Wappen, das anstelle der silbernen Rauten goldene auf dem schwarzen Schrägbalken trug. Das Familienwappen wurde in das Wappen der Gemeinde Henrichenburg übernommen.
Ab 1413 lassen sich die von Düngelen auf dem Rittersitz Haus Dahlhausen in Hordel nachweisen. Karl Ferdinand Franz Philipp Amalius Freiherr von Düngelen starb hier ohne männliche Nachkommen am 21. Juni 1802.
Ihnen gehörten im 15. Jahrhundert mindestens zwei Dutzend Höfe in Rheinen (einschließlich der Markenrechte), Hennen, Ergste, Schwerte, Berchum und Herbeck.
Eine Johanna Elisabeth von Düngelen zu Dahlhausen war um 1650 mit Jobst von der Leithe vom nahegelegenen Haus Laer verheiratet und Mutter des Jobst Wilhelm von der Leithe zu Laer, der eine Mechtel von Pallandt zu Keppel heiratete.
Wohl demselben Sippenkreis zugehörig war Elisabeth von Havkenscheidt, Tochter des Diedrich von Havkenscheidt und der Jutta von Brabeck, die mit Dietrich von der Leithe zu Laer verheiratet war. Sie besaß einen Wohnhof zu Dortmund und verstarb am 13. April 1614 ohne Erben.  Sie wurde in der Petri-Kirche bestattet. Testamentarisch bedachte sie Studenten aus Bochum und Dortmund mit einer bis ins 19. Jahrhundert reichenden Stiftung in Höhe von 10.000 Goldgulden.
Zudem war Caspara von Düngelen, Gattin des Moritz von Isselstein (1585–1652) und Mutter des 1634 geborenen Obristen Vinzens von Isselstein, tituliert als Frau zu Linnep, am 10. Mai 1643 die Patin der Caspara zum Eicken (von Eickel).
Ab 1600 besaßen die Herren von Düngelen auch den Lohmanns-Hof in Westick, heute Kamen, zum Lehen. Im Jahre 1744 verkaufte Moritz Vinzens von Düngelen den Hof für 20.000 Reichstaler an Christ. Giesbert von Bodelschwingh zu Velmede.

## Wappen
Das Wappen zeigt in Silber einen schrägrechten mit drei goldenen Wecken belegten schwarzen Balken. Auf dem Helm mit schwarz-silbernen Decken ein offener mit dem je nach außen abfallenden Balken bezeichneter silberner Flug.

Wappen der Familie von Düngelen in Bladenhorst
Wappen der Familie von Düngelen in Henrichenburg

## Namensträger
- Heinrich von Düngelen, Subdiakon und Domherr in Münster
- Hermann von Düngelen († 1540), Domherr in Münster
- Rotger von Düngelen († 1512), Domherr in Münster